# Campionato africano maschile di pallacanestro 2007
Il 24º Campionato Africano Maschile di Pallacanestro FIBA (noto anche come FIBA AfroBasket 2007) si è svolto in Angola dal 15 al 25 agosto 2007.
I Campionati africani maschili di pallacanestro sono una manifestazione biennale tra le squadre nazionali del continente, organizzata dalla FIBA Africa.

## Squadre partecipanti
| Girone A - Angola - Capo Verde - Ruanda - Marocco | Girone B - Senegal - Costa d'Avorio - Mali - Egitto | Girone C - Nigeria - Rep. Centrafricana - Liberia - RD del Congo | Girone D - Mozambico - Tunisia - Camerun - Sudafrica |

## Sedi delle partite
| Gruppo                             | Città    | Impianto                        |
| ---------------------------------- | -------- | ------------------------------- |
| A                                  | Benguela | Pavilhão Acácias Rubras         |
| B                                  | Lubango  | Pavilhão Nossa Senhora do Monte |
| C                                  | Huambo   | Pavilhão Serra Van-Dunem        |
| D                                  | Cabinda  | Pavilhão do Tafe                |
| Fase eliminazione diretta e Finali | Luanda   | Pavilhão da Cidadela            |

## Qualificazioni olimpiche
La squadra campione d'Africa parteciperà di diritto alle Olimpiadi di Pechino 2008. Inoltre le squadre classificatesi seconda e terza parteciperanno al Torneo di Qualificazione Olimpica, dove si confronteranno con quattro nazionali europee, tre americane, due asiatiche e una oceanica.

## Gironi di qualificazione

### Gruppo A (Benguela)
| Squadra       | P | V | P | PF  | PS  | Dif  |
| ------------- | - | - | - | --- | --- | ---- |
| 1. Angola     | 6 | 3 | 0 | 317 | 168 | +149 |
| 2. Capo Verde | 5 | 2 | 1 | 200 | 242 | -42  |
| 3. Marocco    | 4 | 1 | 2 | 212 | 261 | -49  |
| 4. Ruanda     | 3 | 0 | 3 | 196 | 254 | -58  |

| 15 agosto 2007 |            |        |
| Angola         | Ruanda     | 109–66 |
| 17 agosto 2007 |            |        |
| Capo Verde     | Marocco    | 85–80  |
| 18 agosto 2007 |            |        |
| Angola         | Capo Verde | 100–44 |
| Ruanda         | Marocco    | 68–74  |
| 19 agosto 2007 |            |        |
| Ruanda         | Capo Verde | 62–71  |
| Angola         | Marocco    | 108–58 |

### Gruppo B (Lubango)
| Squadra           | P | V | P | PF  | PS  | Dif |
| ----------------- | - | - | - | --- | --- | --- |
| 1. Egitto         | 5 | 2 | 1 | 205 | 201 | +4  |
| 2. Costa d'Avorio | 5 | 2 | 1 | 195 | 199 | -4  |
| 3. Senegal        | 4 | 1 | 2 | 211 | 201 | +10 |
| 4. Mali           | 4 | 1 | 2 | 206 | 216 | -10 |

| 17 agosto 2007 |                |       |
| Mali           | Senegal        | 70–85 |
| Egitto         | Costa d'Avorio | 73–65 |
| 18 agosto 2007 |                |       |
| Senegal        | Costa d'Avorio | 63–65 |
| Mali           | Egitto         | 73–66 |
| 19 agosto 2007 |                |       |
| Senegal        | Egitto         | 63–66 |
| Costa d'Avorio | Mali           | 65–63 |

### Gruppo C (Huambo)
| Squadra               | P | V | P | PF  | PS  | Dif  |
| --------------------- | - | - | - | --- | --- | ---- |
| 1. Nigeria            | 6 | 3 | 0 | 306 | 163 | +143 |
| 2. Rep. Centrafricana | 5 | 2 | 1 | 216 | 194 | +22  |
| 3. RD del Congo       | 4 | 1 | 2 | 212 | 225 | -13  |
| 4. Liberia            | 3 | 0 | 3 | 163 | 315 | -152 |

| 17 agosto 2007     |                    |        |
| Liberia            | Nigeria            | 35–139 |
| RD del Congo       | Rep. Centrafricana | 58–66  |
| 18 agosto 2007     |                    |        |
| Nigeria            | Rep. Centrafricana | 77–54  |
| Liberia            | RD del Congo       | 69–80  |
| 19 agosto 2007     |                    |        |
| Nigeria            | RD del Congo       | 90–74  |
| Rep. Centrafricana | Liberia            | 96–59  |

### Gruppo D (Cabinda)
| Squadra      | P | V | P | PF  | PS  | Dif |
| ------------ | - | - | - | --- | --- | --- |
| 1. Camerun   | 6 | 3 | 0 | 230 | 183 | +47 |
| 2. Tunisia   | 5 | 2 | 1 | 215 | 202 | +13 |
| 3. Mozambico | 4 | 1 | 2 | 174 | 197 | -23 |
| 4. Sudafrica | 3 | 0 | 3 | 183 | 220 | -37 |

| 17 agosto 2007 |           |       |
| Camerun        | Mozambico | 66–54 |
| Sudafrica      | Tunisia   | 66–72 |
| 18 agosto 2007 |           |       |
| Mozambico      | Tunisia   | 61–73 |
| Camerun        | Sudafrica | 89–59 |
| 19 agosto 2007 |           |       |
| Mozambico      | Sudafrica | 59–58 |
| Tunisia        | Camerun   | 70–75 |

## Fase ad eliminazione diretta (Luanda)
|  | Quarti di finale   | Quarti di finale |        |        | Semifinali                | Semifinali                |  |  | Finale | Finale |
|  |                    |                  |        |        |                           |                           |  |  |        |        |
|  |                    |                  |        |        |                           |                           |  |  |        |        |
|  |                    |                  |        |        |                           |                           |  |  |        |        |
|  | Angola             | 71               |        |        |                           |                           |  |  |        |        |
|  | Angola             | 71               |        |        |                           |                           |  |  |        |        |
|  | Rep. Centrafricana | 58               |        |        |                           |                           |  |  |        |        |
|  | Rep. Centrafricana | 58               | Angola | 93     |                           |                           |  |  |        |        |
|  |                    |                  | Angola | 93     |                           |                           |  |  |        |        |
|  |                    | Capo Verde       | 60     |        |                           |                           |  |  |        |        |
|  | Nigeria            | Capo Verde       | 60     | 53     |                           |                           |  |  |        |        |
|  | Nigeria            |                  |        | 53     |                           |                           |  |  |        |        |
|  | Capo Verde         | 62               |        |        |                           |                           |  |  |        |        |
|  | Capo Verde         | 62               | Angola | 86     |                           |                           |  |  |        |        |
|  |                    |                  | Angola | 86     |                           |                           |  |  |        |        |
|  |                    | Camerun          | 72     |        |                           |                           |  |  |        |        |
|  | Egitto             | Camerun          | 72     | 67     |                           |                           |  |  |        |        |
|  | Egitto             |                  |        | 67     |                           |                           |  |  |        |        |
|  | Tunisia            | 57               |        |        |                           |                           |  |  |        |        |
|  | Tunisia            | 57               | Egitto | 52     | Finale per il terzo posto | Finale per il terzo posto |  |  |        |        |
|  |                    |                  | Egitto | 52     | Finale per il terzo posto | Finale per il terzo posto |  |  |        |        |
|  |                    | Camerun          | 58     |        |                           |                           |  |  |        |        |
|  | Camerun            | Camerun          | 58     | 76     | Capo Verde                | 53                        |  |  |        |        |
|  | Camerun            |                  |        | 76     | Capo Verde                | 53                        |  |  |        |        |
|  | Costa d'Avorio     | 56               |        | Egitto | 51                        |                           |  |  |        |        |
|  | Costa d'Avorio     | 56               |        |        | 51                        |                           |  |  |        |        |
|  |                    |                  |        |        |                           |                           |  |  |        |        |
|  |                    |                  |        |        |                           |                           |  |  |        |        |

### Dal 5º all'8º posto
|  | Torneo di Qualificazione | Torneo di Qualificazione | Torneo di Qualificazione |         |         | Quinto Posto       | Quinto Posto       | Quinto Posto  |  |
|  |                          |                          |                          |         |         |                    |                    |               |  |
|  | Nigeria                  | Nigeria                  | 80                       |         |         |                    |                    |               |  |
|  | Nigeria                  | Nigeria                  | 80                       |         |         |                    |                    |               |  |
|  | Rep. Centrafricana       | Rep. Centrafricana       | 46                       |         |         |                    |                    |               |  |
|  | Rep. Centrafricana       | Rep. Centrafricana       | 46                       |         | Nigeria | Nigeria            | 83                 |               |  |
|  |                          |                          |                          |         | Nigeria | Nigeria            | 83                 |               |  |
|  |                          |                          | Tunisia                  | Tunisia | 82      |                    |                    |               |  |
|  | Tunisia                  | Tunisia                  | Tunisia                  | Tunisia | 82      | 73                 |                    |               |  |
|  | Tunisia                  | Tunisia                  |                          |         |         | 73                 |                    |               |  |
|  | Costa d'Avorio           | Costa d'Avorio           | 63                       |         |         | Settimo Posto      | Settimo Posto      | Settimo Posto |  |
|  | Costa d'Avorio           | Costa d'Avorio           | 63                       |         |         |                    |                    |               |  |
|  |                          |                          |                          |         |         |                    |                    |               |  |
|  |                          |                          |                          |         |         | Rep. Centrafricana | Rep. Centrafricana | 69            |  |
|  |                          |                          |                          |         |         | Rep. Centrafricana | Rep. Centrafricana | 69            |  |
|  |                          |                          |                          |         |         | Costa d'Avorio     | Costa d'Avorio     | 63            |  |

### Dal 9º al 12º posto
|  | Quarti di finale | Quarti di finale |         |        | Semifinali       | Semifinali       |  |  | Nono Posto | Nono Posto |
|  |                  |                  |         |        |                  |                  |  |  |            |            |
|  |                  |                  |         |        |                  |                  |  |  |            |            |
|  |                  |                  |         |        |                  |                  |  |  |            |            |
|  | Marocco          | 93               |         |        |                  |                  |  |  |            |            |
|  | Marocco          | 93               |         |        |                  |                  |  |  |            |            |
|  | Liberia          | 54               |         |        |                  |                  |  |  |            |            |
|  | Liberia          | 54               | Marocco | 76     |                  |                  |  |  |            |            |
|  |                  |                  | Marocco | 76     |                  |                  |  |  |            |            |
|  |                  | Mali             | 66      |        |                  |                  |  |  |            |            |
|  | Mozambico        | Mali             | 66      | 61     |                  |                  |  |  |            |            |
|  | Mozambico        |                  |         | 61     |                  |                  |  |  |            |            |
|  | Mali             | 67               |         |        |                  |                  |  |  |            |            |
|  | Mali             | 67               | Marocco | 68     |                  |                  |  |  |            |            |
|  |                  |                  | Marocco | 68     |                  |                  |  |  |            |            |
|  |                  | Senegal          | 79      |        |                  |                  |  |  |            |            |
|  | Senegal          | Senegal          | 79      | 99     |                  |                  |  |  |            |            |
|  | Senegal          |                  |         | 99     |                  |                  |  |  |            |            |
|  | Sudafrica        | 76               |         |        |                  |                  |  |  |            |            |
|  | Sudafrica        | 76               | Senegal | 93     | Undicesimo Posto | Undicesimo Posto |  |  |            |            |
|  |                  |                  | Senegal | 93     | Undicesimo Posto | Undicesimo Posto |  |  |            |            |
|  |                  | Ruanda           | 58      |        |                  |                  |  |  |            |            |
|  | RD del Congo     | Ruanda           | 58      | 87     | Mali             | 78               |  |  |            |            |
|  | RD del Congo     |                  |         | 87     | Mali             | 78               |  |  |            |            |
|  | Ruanda           | 89               |         | Ruanda | 74               |                  |  |  |            |            |
|  | Ruanda           | 89               |         |        | 74               |                  |  |  |            |            |
|  |                  |                  |         |        |                  |                  |  |  |            |            |
|  |                  |                  |         |        |                  |                  |  |  |            |            |

### Dal 13º al 16º posto
|  | Torneo di Qualificazione | Torneo di Qualificazione | Torneo di Qualificazione |           |           | Tredicesimo Posto  | Tredicesimo Posto  | Tredicesimo Posto  |  |
|  |                          |                          |                          |           |           |                    |                    |                    |  |
|  | RD del Congo             | RD del Congo             | 74                       |           |           |                    |                    |                    |  |
|  | RD del Congo             | RD del Congo             | 74                       |           |           |                    |                    |                    |  |
|  | Sudafrica                | Sudafrica                | 77                       |           |           |                    |                    |                    |  |
|  | Sudafrica                | Sudafrica                | 77                       |           | Sudafrica | Sudafrica          | 97                 |                    |  |
|  |                          |                          |                          |           | Sudafrica | Sudafrica          | 97                 |                    |  |
|  |                          |                          | Mozambico                | Mozambico | 85        |                    |                    |                    |  |
|  | Mozambico                | Mozambico                | Mozambico                | Mozambico | 85        | 81                 |                    |                    |  |
|  | Mozambico                | Mozambico                |                          |           |           | 81                 |                    |                    |  |
|  | Liberia                  | Liberia                  | 65                       |           |           | Quindicesimo Posto | Quindicesimo Posto | Quindicesimo Posto |  |
|  | Liberia                  | Liberia                  | 65                       |           |           |                    |                    |                    |  |
|  |                          |                          |                          |           |           |                    |                    |                    |  |
|  |                          |                          |                          |           |           | Liberia            | Liberia            | 84                 |  |
|  |                          |                          |                          |           |           | Liberia            | Liberia            | 84                 |  |
|  |                          |                          |                          |           |           | RD del Congo       | RD del Congo       | 92                 |  |

## Classifica finale
| Campione d'Africa | Campione d'Africa                                           | Campione d'Africa | Campione d'Africa |
| --- | ----------------------------------------------------------- | ----------------- | --- |
| Angola Qualificata al Torneo olimpico 2008 Angola4 Cipriano, 5 A. Costa, 6 Morais, 7 Barros, 8 L. Costa, 9 V. Carvalho, 10 Gomes, 11 Muzadi, 12 Ambrósio, 13 Almeida, 14 Lutonda, 15 Mingas, All. Alberto de Carvalho |                                                             |                   | |
| Pos. | Squadra                                                     | V/P               | Formazione |
| | Camerun Accede al Torneo di Qualificazione Olimpica 2008    | 5-1               | Camerun4 N'Kembe, 5 Vounang, 6 Bayang, 7 Elong, 8 Ekanga-Ehawa, 9 Owona, 10 Mbah a Moute, 11 Ndongo, 12 Bitee, 13 Bouli, 14 Tatchoum, 15 Essengué, All. Lazare Adingono                       |
| | Capo Verde Accede al Torneo di Qualificazione Olimpica 2008 | 4-2               | Capo Verde4 Moreira, 5 Sanches, 6 Cabral, 7 Semedo, 8 Correia, 9 Monteiro, 10 Houtman, 11 Lima, 12 Neves, 13 Fortes, 14 Barros, 15 Mascarenhas, All. Emanuel Trovoada                         |
| 4. | Egitto                                                      | 3-3               | Egitto4 Mahmoud, 5 el-Garhi, 6 Gunady, 7 Badr, 8 el-Gammal, 9 Fanan, 10 Abouelanin, 11 Abou Samra, 12 el-Said, 13 Fathy, 14 el-Ghannam, 15 Rabie, All. -                                      |
| 5. | Nigeria                                                     | 5-1               | Nigeria4 Odia, 5 Badmus, 6 Oguchi, 7 Akindele, 8 Yusuf, 9 Mohammed, 10 Obazuaye, 11 Ugboaja, 12 Awojobi, 13 Gumut, 14 Anagonye, 15 Oyedeji, All. Robert McCullum                              |
| 6. | Tunisia                                                     | 3-3               | Tunisia4 Slimane, 5 el-Amri, 6 Knioua, 7 Dhifallah, 8 Laghnej, 9 Stiti, 10 Maoua, 11 Dhouibi, 12 Mouhli, 13 Rzig, 14 Braa, 15 Maalaoui, All. Adel Tlatli                                      |
| 7. | Rep. Centrafricana                                          | 3-3               | Rep. Centrafricana4 Mokoteemapa, 5 Koundjia, 6 Madozein, 7 Mbesse, 8 Bomayako, 9 Kodjo-Sitchi, 10 Pehoua, 11 Siris, 12 Vivies, 13 Febou Yadapa, 14 Mombollet, 15 Asrangue, All. Michel Perrin |
| 8. | Costa d'Avorio                                              | 2-4               | Costa d'Avorio4 Kouadio, 5 Koffi, 6 Afeli, 7 Dioum, 8 Tape, 9 Touali, 10 N'Diaye, 11 Bangoura, 12 Diabaté, 13 Diallo, 14 Djahué, 15 Konaté, All. Jacques Monclar                              |
| 9. | Senegal                                                     | 4-2               | Senegal4 Seck, 5 Pene, 6 Traoré, 7 N'Diaye, 8 Sow, 9 N'Doye, 10 Diouf, 11 Aw, 12 Faye, 13 Konare, 14 Fall, 15 Badiane, All. Abdou N'Diaye                                                     |
| 10. | Marocco                                                     | 3-3               | Marocco4 Khalfi, 5 Rhalimi, 6 Bourouis, 7 El Masbahi, 8 Bakkas, 9 Mouak, 10 Bouhelal, 11 Kourodu, 12 Houari Bassim, 13 M'Sadia, 14 Najah, 15 Idrissi, All. Jean-Paul Rebatet                  |
| 11. | Mali                                                        | 3-3               | Mali4 Niakaté, 5 N. Diarra, 6 S. Diakité, 7 Niangado, 8 Coulibaly, 9 Sanogo, 10 Diallo, 11 Diawara, 12 Dakouo, 13 N. Diakité, 14 Samake, 15 M. Diarra, All. Francis Charneux                  |
| 12. | Ruanda                                                      | 1-5               | Ruanda4 Kajeguhakwa, 5 Nkusi, 6 Gakali, 7 Mugunga, 8 Muhire, 9 Auriantal, 10 Ruhezamihigo, 11 Mutabaruka, 12 Thomson, 13 Ndugu, 14 Miller, 15 Barame, All. Većeslav Kavedžija                 |
| 13. | Sudafrica                                                   | 2-4               | Sudafrica4 Denyssen, 5 Mazibuko, 6 Nthuping, 7 Engelbrecht, 8 Motaung, 9 Thabang Kgwedi, 10 Mndawent, 11 Ngobeni, 12 Molebatsi, 13 Mothiba, 14 Dlamini, 15 Letsebe, All. Florsheim Ngwenya    |
| 14. | Mozambico                                                   | 2-4               | Mozambico4 Mandlate, 5 Manhanga, 6 Barros, 7 Machanguana, 8 Jossias, 9 Monjane, 10 Nualia, 11 Muchate, 12 Magoliço, 13 Gouveia, 14 Alipio, 15 Machava, All. Carlos Alberto Niquice            |
| 15. | RD del Congo                                                | 2-4               | RD del Congo4 Lokanga, 5 Tshimbanga, 6 Isasi Ndelo, 7 Mali, 8 Yele, 9 Mutombo, 10 Lukusa, 11 Kizubanata, 12 Eyenga, 13 Mabilama Samuna, 14 Kadima, 15 Selengue, All. Jacques Beya             |
| 16. | Liberia                                                     | 0-6               | Liberia4 Lackay, 5 Quaye, 6 Kuiah, 7 Allison, 8 Tapeh, 9 Tulay, 10 Wolo, 11 Cole, 12 Smith, 13 Jo. Bing, 14 Ndoum, 15 Je. Bing, All. Allen Jallah                                             |